# Dixton
Dixton (velšsky Llandydiwg) je malá vesnička na jihovýchodě Walesu. Nachází se v hrabství Monmouthshire na březích řeky Wye necelé dva kilometry na severovýchod od Monmouthu. Původně se jednalo o soubor dvou panství Dixton Newton a Dixton Hadnock, přičemž každé z nich leželo na jedné straně řeky.

## Jméno
Podle reverenda Sabine Baring-Goulda má jméno Dixton svůj původ ve jméně svatého Tydiwga či Tydiuca, jemuž byl zasvěcen místní farní kostel. Z velšského jména Llandydiwg se pak později stalo anglické Dukeston a ještě později Dixton. Farnost se původně skládala ze dvou panských sídel Dixton Newton a Dixton Hadnock na různých březích řeky. V roce 1868 byl Dixton uváděn pod jménem Dixton Newton a měl se skládat ze dvou osad Dixton Hadnock a Wyesham. Další možné jméno vesnice bylo Newton-Dixton. V roce 1901 už jednoznačně převládla varianta jména Dixton, ale stále ještě přežívalo druhé možné jméno Dixton Newton.

## Kostel svatého Petra

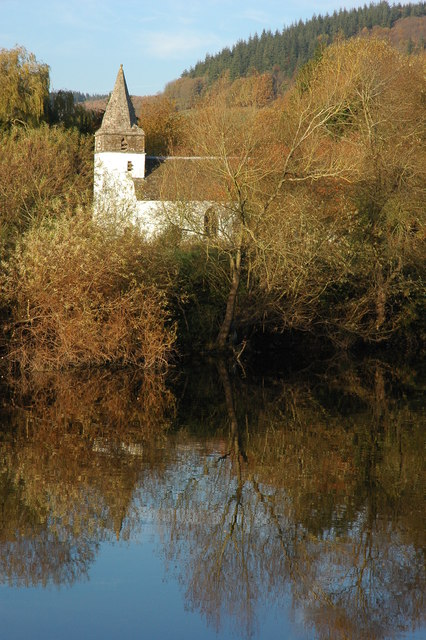
Kostel v Dixtonu

Farní kostel svatého Petra v Dixtonu stojí na místě staršího keltského kostela nebo kláštera, který byl zasvěcený svatému Tydiwgovi nebo Tadeocusovi a který zde stál v osmém století. Nejstarší části současné budovy pocházejí nejméně z 12. století a většina budovy je ze století třináctého a čtrnáctého. V devatenáctém století byl kostel opraven a rozšířen.
Kostel zůstává součástí Herefordské diecéze a tak i Anglikánské církve a to přestože se nachází v Monmouthshiru, tedy ve Walesu. V roce 1844 se sice stal součástí Llandaffské diecéze, ale v roce 1920, kdy se oddělila Velšská anglikánská církev, bylo hlasováním rozhodnuto, že farnost svatého Petra v Dixtonu zůstane u anglikánské církve, takže se stala opět součástí Herefordské diecéze.

## Významné budovy
V Dixtonu jsou dvě lokality ze seznamu chráněných staveb: Newton Court je neoklasicistní dům postavený na stráni nad Dixonem v letech 1799-1802 pro Georgeho Griffina, možná podle návrhů architekta Anthonyho Kecka z King's Stanley v Gloucestershiru. Seznamem chráněné jsou zároveň i k němu příslušející stodola, stáje a zahrada.
Nedaleká Newton Hall, která je také na seznamu, pochází původně pravděpodobně ze sedmnáctého století, ale v devatenáctém století byla přestavěna.

## Dixton Mound
Dixton Mound je oválná kruhová zemní stavba neznámého původu v nejširším místě s průměrem čtyřicet metrů a s výškou zhruba dva metry. Na svém okraji má příkop. Archeologický průzkum v roce 1848 přinesl nálezy věcí z jedenáctého a dvanáctého století. Nalezen byl dokonce i materiál římského původu z druhého století. Cadw označil objekt za památku a klasifikoval jej jako mottu.